# 绿色草莓
绿色草莓（學名：Fragaria viridis）是草莓属中原生于欧洲与中亚的一个种，有着极小而富有风味的果实。这种草莓几乎没有普通草莓的风味，而富清爽的酸味。它以有时不变红就成熟而得名。采摘时，花萼常随着明显的喀啦声与草莓一同被剥落。
其种加词“viridis”意为“绿色的”。
所有的草莓基因組都基於一個7個染色體組。綠色草莓 是二倍體，它具有兩個這樣的染色體組，故含14條染色體。

## 地理分布
绿色草莓目前分布于欧洲、高加索、西伯利亚、加那利群岛和新疆天山山脉。常见于草地、山坡和灌木丛中。